# Chowdasamudra, Krishnarajpet
Chowdasamudra là một làng thuộc tehsil Krishnarajpet, huyện Mandya, bang Karnataka, Ấn Độ.